# 伊達重村
伊達 重村（だて しげむら）は、江戸時代中期から後期の大名。仙台藩7代藩主。伊達氏23代当主。官位は従四位上・左近衛権中将。

## 生涯

### 襲封と宝暦疑獄
寛保2年（1742年）4月19日、6代藩主・伊達宗村の二男として誕生。幼名は儀八郎。生母は坂信之（正三郎）の娘・性善院。
延享2年（1745年）に長兄・久米之丞が早世したため世子となる。その後国村（くにむら）と名乗るが、宝暦5年（1755年）に元服して9代将軍・徳川家重より偏諱を拝領し、重村と改名する。宝暦6年（1756年）7月、父・宗村の死に伴い家督を相続する。重村はまだ15歳であったため、若年を理由に幕府より国目付が派遣され、叔父の陸奥一関藩主・田村村隆の後見を受けた。
ところが襲封早々、前年に発生した宝暦の飢饉と、再び悪化の一途を辿り始めた藩財政への対応を巡って、5人の奉行職（奥山良風・津田定康・葦名盛寿・柴田成義・遠藤善信）の間で意見が対立、9月に柴田と遠藤が大條道頼と但木顕行の2人を新たに奉行職につけて人事を刷新するよう求めたのに対して、宗村政権の中核を担ってきた奥山、津田、葦名が反対したことで争いが表面化し、同月には柴田と遠藤の求めに応じた一門の亘理伊達村実・岩出山伊達村通・岩谷堂伊達村望・村富父子と白河村広の5人が、奥山、葦名を解任し大條、但木、中島成康の3人を新たに奉行職に起用するよう重村に進言した。
事態の処理を任された後見役の村隆は、岳父・村実の意見に従い、人事刷新案に同意したが、奥山はこれに猛反発し、老中・堀田正亮への直訴すら辞さない構えを見せた。そうした最中に、葦名が宗村の存命中に自身の葬儀と廟所に関する指示を記した覚書の回覧を失念していたことが発覚する。覚書自体は何ら政治的な意味を持たないものであったが、人事刷新を求める側はこれを意図的な「御遺書」の隠匿であるとして奥山ら3人への攻撃材料とした。「御遺書」問題によってこの一件は、政策論争から単なる吊し上げへと堕し、閏11月19日に津田は改易、葦名は閉門、奥山は逼塞の上で知行3分の2を削られて吉岡から小野田へ移封され、罷免された3人に代わって中島、大條、但木が奉行職に就任した。翌年1月には重村の世子時代の付家老であった芝多康文が奉行職を拝命した（宝暦疑獄）。

### 猟官運動
宝暦10年（1760年）、当時の関白・近衛内前の養女である年子（惇姫。広幡長忠の娘）を正室に迎える。なお、年子は重村のはとこにあたる。
国目付の派遣も終わり、重村による藩政が本格的に始動することとなったが、重村は藩財政の建て直しに取りかかるどころか、薩摩藩主・島津重豪への対抗意識から側近・古田良智を通じて猟官運動に狂奔し、莫大な工作資金を投じて藩の負債をさらに膨れ上がらせた。
もともと仙台藩主は、同格とみなす薩摩藩主に官位で差をつけられることを嫌い、薩摩藩主が昇進するたびに自身もこれと同格に引き上げるよう求めていたが、明和元年（1764年）11月に重豪が従四位上・左近衛権中将に叙任されると、3歳年下の重豪に先を越されたことで自尊心を傷つけられた重村は、早急に官位昇進を実現するため、松平武元（老中筆頭）・田沼意次（御側御用取次）・田沼意誠（一橋徳川家家老）・高岳（大奥老女）の4人へ多額の金品を贈り、さらには将軍・幕閣の御機嫌取りのため、藩財政が危機的状態に瀕しているにもかかわらず手伝普請を積極的に買って出て、明和3年（1766年）に費用捻出のため家禄30石以上の藩士に年貢米の一部上納を命じ、これを諫めた登米伊達村良は勘気を蒙り、50日間の蟄居に処される始末であった。
重村は翌明和4年（1767年）に関東諸川の普請手伝役を務めた功により、ようやく幕府からの推任を得て同年12月に従四位上・左近衛権中将への昇進を果たしたが、普請に要した費用は実に22万両余に達したため、赤字補填のため領民に対して献金を募り、これに応じた農民・商人ら300人余を士分に取り立てて知行を与えた。

### 鉄銭鋳造
しかしそれだけでは到底足らず、翌明和5年（1768年）には幕府に対し、仙台産の鉄を使用して寛永通宝鉄銭を鋳造することを願い出て、7年間の期限付で許可された。
ところが、大量に鋳造された仙台産の鉄銭が江戸に流入したことで銭相場の下落を招いたほか、山形では仙台産の「悪銭」（鉄銭）を持ち込んで「良銭」（銅銭）と両替して儲けようとする輩が後を絶たず、これに伴い村山郡内では貨幣価値の低下によって物価が急騰するなど、藩外に深刻な悪影響を及ぼしたため、安永元年（1772年）に幕府から鋳銭の打ち切りを命じられた（ただし仙台藩の懇願により、他領へ鉄銭を流出させないことを条件に、安永5年（1776年）から残り2年分の鋳造を許されている）。

### 安永疑獄
深刻な財政状態の悪化は藩内の不安感を増大させ、その矛先は奉行衆へと向けられることとなった。葛西清胤、川島行信、遠藤善信、菅野専伴、河田茂頼らが、翌安永2年（1773年）1月に岩谷堂伊達村富とその弟の鮎貝盛辰に対し、奉行衆の怠慢を糾して人事を一新すべきであると訴え、この計画に賛同した村富は登米伊達村良と亘理伊達村好に計画を打ち明けて助力を要請し、村良には拒否されたが、村好は参加を承諾した。
こうして3月5日早朝、村富、村好は奉行職5人（松岡時義・芝多信憲・大内義門・後藤寿康・大町朗頼）を仙台城下の亘理伊達家屋敷に呼び出して尋問し、同日夜に奉行衆を屋敷内に軟禁したまま登城して重村に面会を求め、翌6日、面会を許された両名は尋問の内容を重村に報告し、奉行衆の更迭を言上した。重村はこの訴えを認め、8日に松岡を除く4人の奉行は罷免の上蟄居を命じられ、代わって遠藤と但木顕行・石田元直が奉行職に就任し、重村は村富・村好の行為を嘉賞した。
ところが、事件の知らせを聞いた村良が12日に仙台に上って重村に面会したことで事態は一転する。村良は、村富・村好らが藩主の許可を得ずに奉行を査問し、これを私邸に軟禁したことは不当であるとして、事件を再審理するよう求めた。重村はこれを認め、17日から萱場氏章と荒井盛従に命じて取調べさせた結果、今度は逆に、奉行衆の査問は葛西・川島らが自身の昇進を狙って村富を唆して行わせたものであると結論付けられ、閏3月11日に主犯とされた葛西・川島の両名が改易されたほか、鮎貝は蟄居、遠藤・菅野は閉門、河田は田代島への流罪に処され、村富と村好は共に謹慎の後、同年10月に隠居を命じられた（安永疑獄）。

### 養賢堂拡充
2度の疑獄や猟官運動の一方で、重村の治世中において藩校養賢堂の拡充が進む。宝暦10年（1760年）7月に医学教育を開始され、宝暦11年（1761年）3月に北一番丁勾当台通（現在の宮城県庁の位置）に移転となる。明和8年（1771年）に重村により養賢堂と命名され、明和9年（1772年）7月1日に学問所を養賢堂と称するようになる。
安永7年（1779年）には芝田信憲の献言を受けて学頭職を設置し、養賢堂文庫が設置された。

### 隠居後
寛政2年（1790年）、次男・斉村に家督を譲って隠居し、左兵衛督と称して袖ヶ崎の江戸藩邸下屋敷に居住したが、寛政8年（1796年）に55歳で死去した。
== 官位履歴 ==　
- 宝暦5年（1755年）9月28日 - 元服。従四位下侍従兼美作守に叙任。
- 宝暦6年（1756年）7月9日 - 襲封。美作守から陸奥守に転任。
- 宝暦6年（1756年）12月18日 - 侍従から左近衛権少将に転任。
- 明和4年（1767年）12月18日 - 左近衛権少将から左近衛権中将に転任。
- 明和4年（1767年）12月26日 - 従四位上に昇叙。左近衛権中将と陸奥守如元。
- 寛政2年（1790年）6月23日 - 致仕。陸奥守から左兵衛督に転任。

※参考＝内閣文庫蔵「諸侯年表」東京堂出版

## 人物・逸話
- 13代藩主・伊達慶邦の随筆『やくたい草』によれば、仙台七夕もかつては他所と同じく7月7日に行われていたが、忠山公（伊達宗村）の代に「御さは（障）り」があってからこれを一日繰り上げて6日に行なうようになったという[2]。宗村の末娘・珋姫が宝暦12年（1762年）7月7日に亡くなっており（享年8）、「御さはり」とはこのことを指すと見られるが、この年は既に重村の治世であり、重村が妹の死を悼んでこのように日取りを改めたものと思われる。
- 穀田屋十三郎を題材にした2016年の映画「殿、利息でござる!」では、仙台出身のフィギュアスケート選手、羽生結弦が重村を演じた[3]。

## 系譜
- 父：伊達宗村（1718-1756）
- 母：性善院（1719-1763） - 信子、於世勢の方、坂信之の娘
- 兄弟姉妹
  - 長男：伊達久米之丞 - 早世
  - 長女：霊松院（1739-1761） - 源姫（惇子）、佐賀藩主鍋島重茂正室
  - 次男：伊達重村
  - 次女：沛姫 - 松平容頌許嫁、早世
  - 三女： - 早世
  - 四女：愷姫（敬子） - 小浜藩主酒井忠貫正室
  - 三男：土井利徳（1748-1813） - 刈谷藩主土井利信の養子
  - 四男：伊達村倫（1749-1776） - 涌谷伊達村胤の養子、涌谷伊達家8代当主
  - 五女：認姫（1749-1775） - 済子、中村景貞（義景）室
  - 五男 - 某 - 早世
  - 六男：土井利置（1750-1766） - 刈谷藩主土井利信の養子
  - 七男：伊達藤七郎 - 早世
  - 八男：堀田正敦（1755-1832） - 中村村由、堅田藩主堀田正富の養子
  - 六女：直姫 - 早世
  - 七女：従姫 - 早世
  - 八女：瑛姫 - 稲葉正弘許嫁、早世
  - 九女：せい姫（方子） - 松江藩主松平治郷（不昧）正室
  - 十女：才姫 - 早世
  - 十一女：房姫 - 早世
  - 十二女：珋姫 - 早世
- 正室：観心院（1745-1805） - 惇姫、近衛内前の養女、広幡長忠の娘、年子（のぶこ）
  - 長女：（1764-1764） - 早世
  - 三女：満姫（詮子）(1770-1844) - 彦根藩世子井伊直富正室
- 側室：於久の方 - 楊林院、西川政啓の娘
  - 長男：伊達総三郎（1765-1771） - 早世
- 側室：於琴の方 - 円月院、大原光豊の娘
  - 次女：順姫（助子）（1765-1820） - 宇和島藩主伊達村寿正室
- 側室：於千賀の方 - 円覚院、安田善昌の娘
  - 四女：生姫（暾子）（1772-1792） - 鳥取藩主池田治道正室
  - 五女：祥姫（呈子）（1773-1836） - 土浦藩主土屋英直継室
  - 三男：伊達仙三郎（1775-1784） - 早世
  - 九女：（1787-1787） - 早世
- 側室：郷子 - 於定の方、正操院、喜多山美啓の娘
  - 次男：伊達斉村（1775-1796） - 8代藩主
  - 六女：甫姫（1778-1778） - 早世
- 側室：於袖の方 - 寂光院、西尾又左衛門の娘
  - 七女：慈姫（1784-1785） - 早世
- 側室：於奈代の方 - 禅定院、浜尾泰康の娘
  - 八女：籌姫（1787-1789） - 早世
- 側室：於愛の方 - 全貞院、西村尚明の娘
  - 十女：窕姫（謹子）（1787-1821） - 登米伊達村幸正室

## 家臣
以下は『大武鑑・中巻』に掲載される安永2年（1773年）刊行の須原屋版武鑑に掲載される家臣を『仙台市史 通史5 近世3』で誤字訂正や役職、諱を（）で補足したもの。二次史料で項目名があるものは【】で掲載。二次史料の都合上、掲載は一門、奉行（他藩の家老相当）、若年寄のみ。一門と奉行とは二次史料では項目はなく、点線で差別掲載しているので《》で分ける。▲は江戸定詰（他藩の定府に相当）
なお、刊行の都合上、武鑑の家臣情報は安永2年当時とズレがある場合があるが、人名と順序はなるべくそのまま記載した。
《一門》
石川大和、伊達安房（村好、亘理伊達）、伊達駿河、伊達安芸、伊達式部（村良、登米伊達）、伊達数馬（村富、岩谷堂伊達）、伊達對馬、伊達内蔵（村通、岩出山伊達）、伊達織部、白川（白河）上野、三澤若狭
《奉行》
片倉小十郎、大岡（大町）将監（朗頼、奉行）、大内縫殿（義門、奉行）、後藤孫兵衛、芝田（芝多）主税（信憲、奉行）、松岡長門（時義、奉行）、遠藤内匠、但木土佐、▲石田豊前（元直、奉行）
【年寄】（『仙台市史』で葛西と古田が若年寄であることが確認できるので、武鑑で『年寄』と掲載されている人物は仙台藩の若年寄にあたる可能性が強い）
瀬上筑後、葛西三郎（清胤、若年寄）、黒澤要人、太田（古田）舎人（良智、若年寄）

## 偏諱を受けた人物
重村時代
- 伊達斉村（嫡男（次男）、初め祝村）
- 伊達村賢（実弟、のち刈谷藩土井家に養子入りし土井利徳と改名）
- 伊達村倫（実弟、涌谷伊達家を継ぐ）
- 伊達村全（実弟、のち刈谷藩土井家に養子入りし土井利置と改名するが早世、代わりに兄・土井利徳が跡を継いだ）
- 中村村由（実弟、初め中村姓を与えられて分家するが、のち堅田藩堀田家に養子入りし堀田正敦と改名）
- 伊達村寿（娘婿、宇和島藩伊達家当主）
- 伊達村幸（従弟・娘婿、登米伊達家）
- 伊達村常（石川村文の実弟、村倫の養子）
- 伊達村純（亘理伊達家8代当主）
- 伊達村好（亘理伊達家9代当主、8代村純の実弟・養嗣子）
- 伊達村氏（亘理伊達家10代当主、8代村純の子、9代村好の養嗣子）
- 伊達村儀（水沢伊達家8代当主）
- 伊達村善（水沢伊達家9代当主、村儀の子）
- 伊達村福（水沢伊達家10代当主、村善の実弟・養嗣子）
- 伊達村将（岩谷堂伊達家）
- 伊達村則（岩出山伊達家）
- 伊達村烈（川崎伊達家から宮床伊達家へ養子入り）
- 石川村文
- 石川村任（村文の子）
- 片倉村典
- 田村村資（猶子、一関藩主、伊達村幸の実兄）